# Paolo Amaldi
Paolo Amaldi (Bozzolo, 1865 – Firenze, 21 dicembre 1956) è stato uno psichiatra italiano.

## Biografia
Dopo aver esercitato la professione inizialmente nell'ospedale psichiatrico di Imola, nel 1899 vinse un concorso internazionale bandito dal Canton Ticino per la direzione del primo ospedale psichiatrico cantonale, di cui fu direttore fino al 1907. Vinse successivamente il concorso per la carica di direttore dell'ospedale psichiatrico provinciale di Firenze, che diresse per trent'anni fino al 1937, allorché fu collocato a riposo.
A Firenze, oltre a scrivere alcuni saggi di psicologia, svolse l'attività di perito dei tribunali. Divenne nota la sua perizia del 24 maggio del 1914 sull'imbianchino Vincenzo Peruggia, imputato del furto della Gioconda dal Museo del Louvre di Parigi avvenuto il 21 agosto 1911. Grazie alla perizia Peruggia fu riconosciuto «parzialmente minorato» e condannato alla mite sentenza di 1 anno e 15 giorni di carcere.
Era fratello dei matematici Ugo (1875-1957) e Italo Amaldi (1864-1940), nonché rispettivamente zio e prozio dei fisici Edoardo (1908-1989) e Ugo Amaldi (1934).

## Opere scelte
- Le psicosi da alcoolismo nei manicomi italiani, Reggio Emilia, Società Anonima Cooperativa fra Lavoranti Tipografi, 1913.
- Il vino causa principalissima dell'alcoolismo in Italia, Reggio-Emilia, Cooperativa fra Lavoranti Tipografi, 1921.
- Vicende di nomi e di istituti manicomiali, Siena, Tip. Bernardino, 1926.
- Elementi di antropologia dell'accrescimento e di patologia nervosa e mentale dell'infanzia e dell'adolescenza, Lanciano, G. Carabba, 1933.
- Elementos de antropologia del crecimiento y de patologia nerviosa mental de la infancia y de la adolescencia, Barcellona, Araluce, 1935.
- Dall'infanzia all'adolescenza: biologia e antropologia dell'accrescimento, patologia nervosa e mentale della prima età evolutiva, 4ª edizione riveduta, Firenze, Vallecchi, 1953.
- La vecchiaia: tarda, lenta, sana, serena: igiene individuale e previdenza sociale, con Gaetano Pieraccini e Antonio Mori, Roma, Istituto di medicina sociale, 1957.